# Globularia amygdalifolia
Globularia amygdalifolia är en grobladsväxtart som beskrevs av Philip Barker Webb. Globularia amygdalifolia ingår i släktet bergskrabbor, och familjen grobladsväxter. Inga underarter finns listade i Catalogue of Life.